# 维拉尔圣科斯坦佐
维拉尔圣科斯坦佐（義大利語：Villar San Costanzo），是意大利库内奥省的一个市镇。总面积19平方公里，人口1486人，人口密度78.2人/平方公里（2009年）。ISTAT代码为004247。

## 友好城市
- 法國罗西耶尔